# Umano, non umano
Umano, non umano è un lungometraggio di Mario Schifano prodotto nel 1969 come parte di una trilogia formata da Satellite e Trapianto, consunzione, morte di Franco Brocani. Il film partecipò originariamente alla 30ª Mostra internazionale d'arte cinematografica di Venezia, per poi essere restaurato nel 2009 dalla Cineteca Nazionale e ripresentato alla 66ª Mostra internazionale d'arte cinematografica di Venezia.

## Trama
Il battito di un cuore unisce diverse immagini: un uomo, in una sala cinematografica, dopo una sequenza di un film di Godard mescolata ad altri film lacera lo schermo riducendolo a brandelli. Adriano Aprà, critico cinematografico parla della relazione tra cinema e società. Gli operai della Apollon manifestano in Piazza Colonna, mentre una voce fuori campo racconta l'occupazione della fabbrica. Le immagini di un party borghese scorrono prive di audio. Alberto Moravia passeggia pensieroso in riva al mare.
Ancora la manifestazione di Piazza Colonna. Un ragazzo ubriaco, nel tentativo di fare l'amore con la propria ragazza, litiga e tenta di riappacificarsi senza arrivare mai all'atto carnale. Si alternano immagini del Vietnam riprese da una TV. Sandro Penna viene intervistato nel suo appartamento che ne mostra il decadimento. Una ragazza danza e salta in una sequenza fatta di dissolvenze incrociate. Un uomo crea una grande falce e martello su una collina, come un'opera di land art. Ancora sequenze di manifestanti in sciopero.

## Produzione
Il film fu prodotto dalla Mount Street Film, una casa di produzione fondata da Anita Pallenberg, Mick Jagger e Keith Richards, per realizzare film sperimentali, ma in seguito a questo primo film, e ai contrasti sorti con Mario Schifano, i due Rolling Stones lasciarono il progetto.